# Saidschitzer Bitterwasser

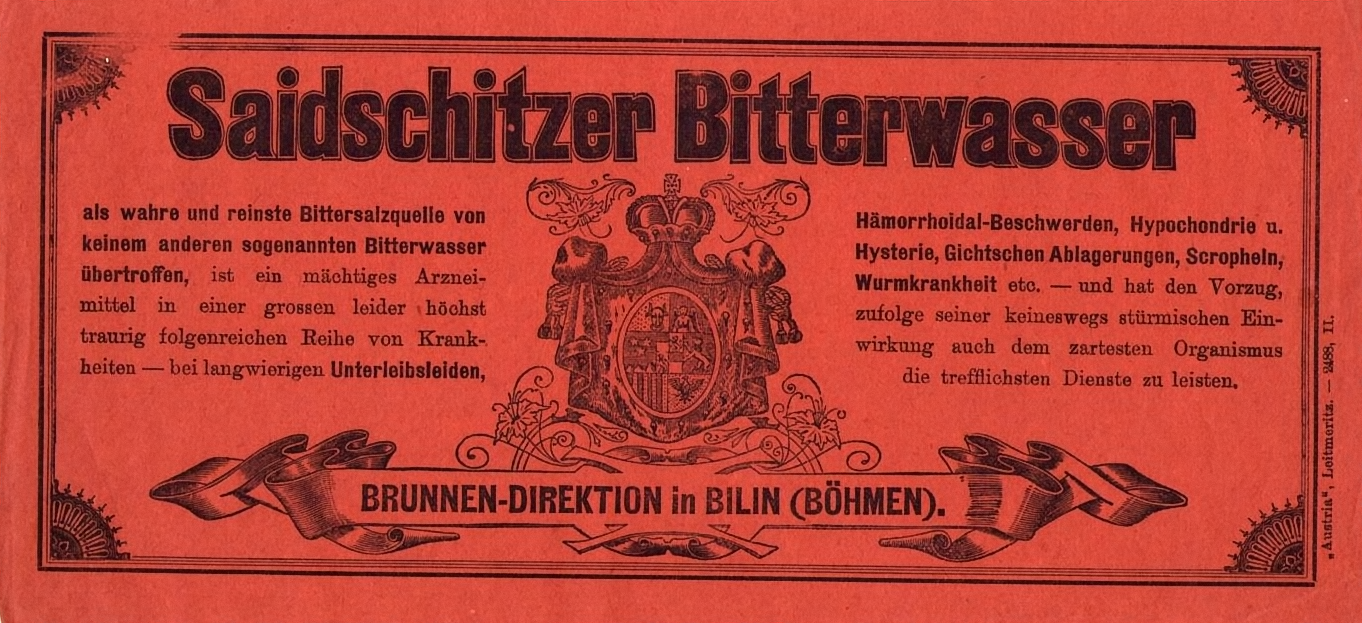
Saidschitzer Bitterwasseretikett (1885)

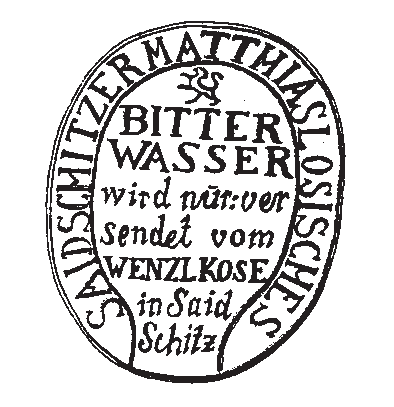
Kennzeichnung des Saidschitzer Bitterwassers im 18. Jahrhundert

Das Saidschitzer Bitterwasser (tschechisch Zaječická hořká voda) ist ein stark mineralisiertes Heilwasser vom Typ Magnesiumsulfat (Bittersalz). Es wird in der traditionellen europäischen Balneologie sowie zu häuslichen Trinkkuren verwendet. Die Saidschitzer Bittersalzquellen befinden sich in Zaječice u Bečova (Saidschitz), einem Ortsteil der Gemeinde Bečov (Hochpetsch) in Tschechien.

## Entdeckung von Bittersalzquellen
Bittersalz (Magnesiumsulfat) war seit dem Mittelalter ein sehr beliebter Handelsartikel. Als die einzigen bekannten Bittersalzressourcen in der englischen Stadt Epsom abgebaut waren, bemühte sich der europäische Adel, Ressourcen ähnlichen Typs zu finden. Deshalb begannen deren Leibärzte nach einem Ersatz zu suchen.
Im Jahre 1717 fand der Leibarzt des preußischen Herrschers, Friedrich Hoffmann, bei der Gemeinde Sedlec und dem Dorf Zaječice (Saidschitz) Quellen mit bitterem Wasser. Im Jahre 1725 veröffentlichte er einen Bericht über die neu gefundenen Quellen, die angeblich besser waren als die ursprünglichen englischen Quellen. Diesen Bericht versandte er an die europäischen Adelshäuser. Gemeinsam mit den Chemikern der Kurstadt Teplice (Teplitz) begann er, Reinigungskuren mit dem Seidlitzer und Saidschitzer Bitterwasser anzubieten, die die Bekanntheit des Teplitzer Kurwesens steigerten. Die Ärzte empfahlen das Trinken des Bitterwassers auch als Hilfsmittel bei Appetitlosigkeit, Übergewicht, Magen- und Gallenerkrankungen, gegen Arteriosklerose, bei Hautkrankheiten sowie in der Neurologie. An die Arbeit von Hoffmann knüpften weitere bedeutende Balneologen an, unter anderem Josef von Löschner, August Emanuel Reuss und sein Sohn.

### Herstellung von Fälschungen und Nachahmungen
Fast augenblicklich wurde das Seidlitzer und Saidschitzer Bittersalz gefälscht, wobei von London aus weltweit eine Rezeptur für das sogenannte „Seidlitzer Pulver“ Verbreitung fand. Dieses Präparat berief sich auf die Saidschitzer Quellen und war das am meisten hergestellte Präparat der neu entstehenden Pharmazie. Aufgrund der ungeeigneten Zusammensetzung dieser Nachahmung wurde diese Benennung seitens der Balneologen schließlich verboten.
Die Entwicklung in der Nutzung der Quellen wurde durch die Schlesischen Kriege 1742–1763 unterbrochen. Um das Jahr 1770 eröffnete der aus Saidschitz stammende Matyáš Loos die neue Förderung. Er begann mit dem Versand des Wassers in Tonkrügen mit dem Namen „Echtes Saidschitzer Bitterwasser von Matyáš Loos“. Loos gelangte bald zu Reichtum, und aus dem Ertrag des Verkaufs des „Bitterwassers“ ließ er zum Ende des Jahres 1780 in Saidschitz eine Kapelle errichten.
Den Versand eröffnete auch der kirchliche Orden der Kreuzherren aus Seidlitz, die unweit den Seidlitzer Brunnen hatten. Ihre Krüge trugen die Bezeichnung „Seidlitzer Bitterwasser“. Der Ertrag aus den Quellen weckte das Interesse des Lobkowiczer Dominiums aus Bilin. Im Jahre 1781 erfolgte die Erfassung der Brunnen, wobei die privaten Brunnen kleiner Bauern aufgehoben und in der Verwaltung der Herrschaft lediglich jene mit dem stärksten Wasser belassen wurden. Es wurde alles aufgeschlüsselt und entfernt, was dem Wasser schaden konnte, insbesondere der Zufluss der Oberflächengewässer. Das Bitterwasser wurde sodann in gekennzeichnete Steingutflaschen als „Echtes Lobkowicz-Saidschitzer Bitterwasser“ abgefüllt. Die Sorge um das Saidschitzer Wasser übernahm später ausschließlich die Lobkowiczer Herrschaft.
Da das Saidschitzer Wasser nie für den Durst, sondern nur zur Erreichung der erforderlichen Wirkung getrunken wird, wurde es schon damals mit einer Anreicherung auf den Wert von 34 Gramm Bittersalz pro Liter verwendet. In der ersten Hälfte des 19. Jahrhunderts war das Saidschitzer Gebiet bereits der europäische Hauptlieferant von Bitterwasser für therapeutische Zwecke, wobei das Saidschitzer Bitterwasser den Ruf der reinsten Bittersalzquelle der Welt erlangte.
Gegenwärtig wird die Zaječická hořká voda (Saidschitzer Bitterwasser) überwiegend nach China und weitere asiatische Staaten sowie nach Russland und in die USA exportiert.

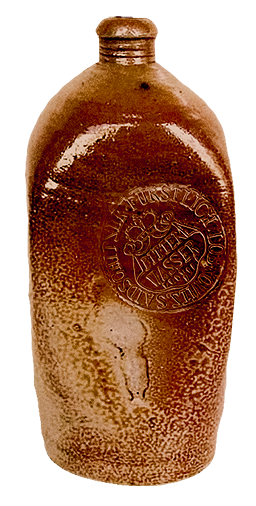
Abfüllung aus dem 18. Jahrhundert
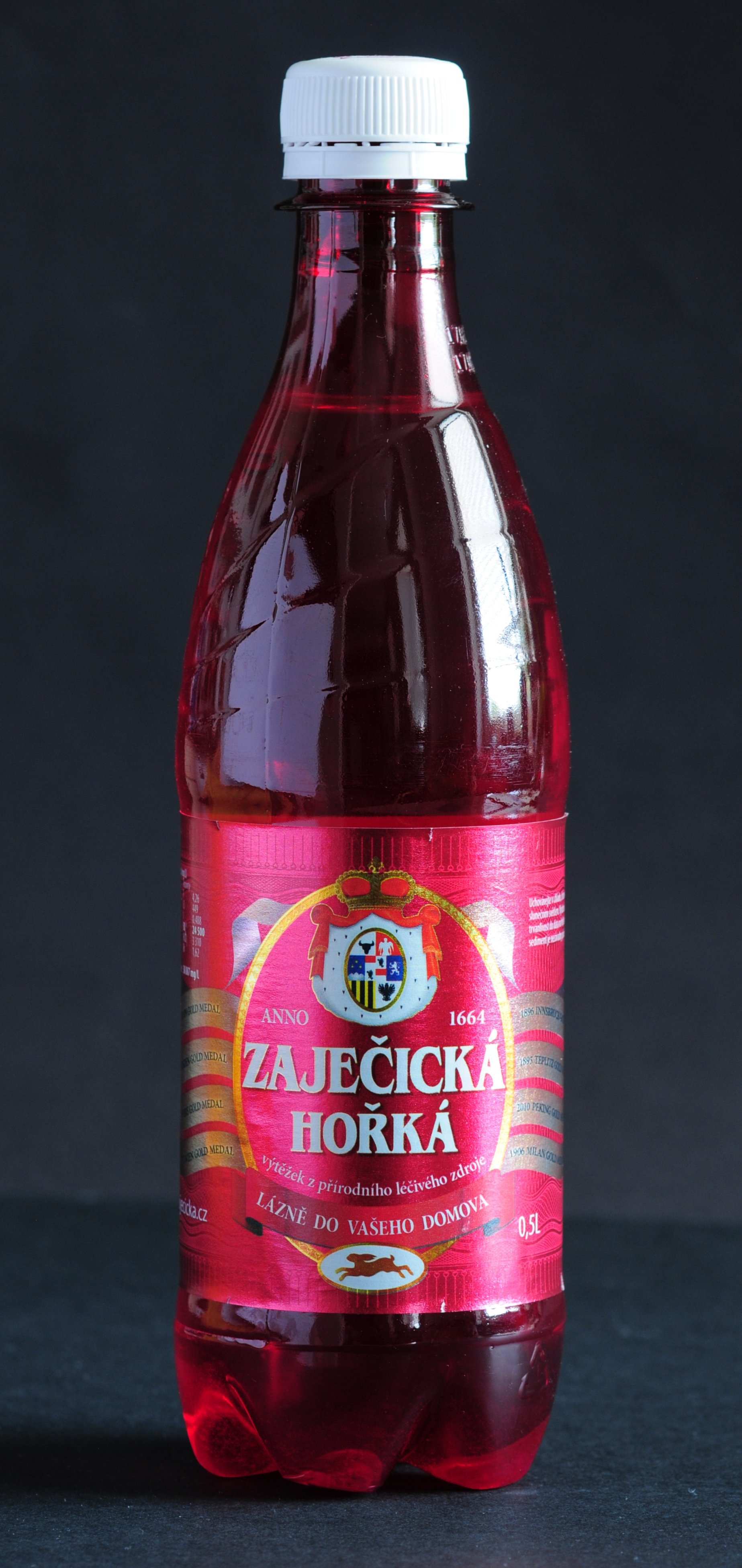
PET-Abfüllung aus dem 21. Jahrhundert